# Sandra Ollo
Sandra Ollo Razquin (Pamplona, 13 de julio de 1977) es una editora española. Desde 2014 dirige la editorial Acantilado y Quaderns Crema.

## Trayectoria profesional
Hija de Carlos, metalista y Conchita, contable. El matrimonio tuvo dos hijos: Carlos, profesor de francés, y Sandra. Ella se licenció en Filología Hispánica en la Universidad de Navarra (1999), completando su formación académica con la licenciatura en Filología Inglesa en la UNED (2008).
En 2008 se trasladó a Barcelona junto a su pareja el editor Jaume Vallcorba, con quiene se casó en 2013. Al año siguiente enviudó y se quedó al frente de la editorial Acantilado y del buque insignia de las letras catalanas: Quaderns Crema —una mezcla de clásicos de la literatura traducidos al catalán con lo más rompedor de esa lengua—. El catálogo de Acantilado y Quaderns Crema cuenta con una cuarentena de títulos anuales y un centenar de reimpresiones.
Años después, se fue a vivir con su pareja, Joaquín Ausejo Segura y su hija Violeta nacida en 2019.
Es miembro del Consejo Navarro de Cultura y del Real Patronato de la Biblioteca Nacional de España.

## Premios y distinciones
- Cruz de Carlos III El Noble de Navarra, otorgada por el Gobierno de Navarra (2022).[7]
- Premio Nacional a la Mejor Labor Editorial Cultural (1 de julio de 2024).[8]